# Pulken-Yngsjön
Pulken-Yngsjön är ett naturreservat i Kristianstads kommun i Skåne län.
Området är naturskyddat sedan 2009 och är 306 hektar stort. Reservatet ingår liksom naturreservatet Egeside i vidsträckta våtmarkerna vid nedre delen av Helge å.
De flesta år kring påsk samlas ett stort antal tranor i naturreservatet.